# Olympische Sommerspiele 1900/Schwimmen – 200 m Rücken (Männer)
Der Schwimmwettkampf über 200 Meter Rücken der Männer bei den Olympischen Spielen 1900 in Paris wurde vom 11. bis 12. August 1900 ausgetragen. Es war die erste Austragung des Wettbewerbs. Olympiasieger wurde Ernst Hoppenberg aus dem Deutschen Reich. Silber gewann der Österreicher Karl Ruberl und Bronze ging an Johannes Drost aus den Niederlanden.

## Rekorde
Vor Beginn der Olympischen Spiele war folgender Rekord gültig:
| Olympischer Rekord | nie ausgetragen |

Folgender neuer Rekord wurde aufgestellt:
| Olympischer Rekord | 2:47,0 min | Ernst Hoppenberg | Finale |

## Ergebnisse

### Vorläufe
Der schnellste Athlet eines jeden Laufs sowie die sieben weiteren Zeitschnellsten aller Läufe qualifizierten sich für das Finale.
Lauf 1
| Rang | Athlet                 | Nation          | Zeit       | Anm. |
| ---- | ---------------------- | --------------- | ---------- | ---- |
| 1    | Ernst Hoppenberg       | Deutsches Reich | 2:54,4 min |      |
| 2    | Robert Crawshaw        | Großbritannien  | 3:15,0 min |      |
| 3    | Thomas William Burgess | Frankreich      | 3:50,4 min |      |
| 4    | Paolo Bussetti         | Italien         | 4:09,2 min |      |
| 5    | Lapostolet             | Frankreich      | 4:34,6 min |      |
| 6    | Fumouze                | Frankreich      | 5:17,0 min |      |

Lauf 2
| Rang | Athlet           | Nation      | Zeit       | Anm. |
| ---- | ---------------- | ----------- | ---------- | ---- |
| 1    | Johannes Bloemen | Niederlande | 3:09,2 min |      |
| 2    | De Romand        | Frankreich  | 3:56,6 min |      |
| 3    | Chevrand         | Frankreich  | 4:42,0 min |      |

Lauf 3
| Rang | Athlet             | Nation      | Zeit       | Anm. |
| ---- | ------------------ | ----------- | ---------- | ---- |
| 1    | Karl Ruberl        | Österreich  | 2:56,0 min |      |
| 2    | Johannes Drost     | Niederlande | 3:10,2 min |      |
| 3    | Georges Leuillieux | Frankreich  | 3:10,2 min |      |
| 4    | Erik Eriksson      | Schweden    | 4:05,4 min |      |
| 5    | Lué                | Frankreich  | 4:10,0 min |      |
| 6    | Pierre Peyrusson   | Frankreich  | 4:15,6 min |      |
| 7    | Texier             | Frankreich  | 4:49,0 min |      |

### Finale
| Rang | Athlet                 | Nation          | Zeit       | Anm. |
| ---- | ---------------------- | --------------- | ---------- | ---- |
| 1    | Ernst Hoppenberg       | Deutsches Reich | 2:47,0 min | OR   |
| 2    | Karl Ruberl            | Österreich      | 2:56,0 min |      |
| 3    | Johannes Drost         | Niederlande     | 3:01,0 min |      |
| 4    | Johannes Bloemen       | Niederlande     | 3:02,2 min |      |
| 5    | Thomas William Burgess | Frankreich      | 3:12,0 min |      |
| 6    | De Romand              | Frankreich      | 3:38,0 min |      |
| 7    | Paolo Bussetti         | Italien         | 3:45,0 min |      |
| 8    | Erik Eriksson          | Schweden        | 3:56,4 min |      |
|      | Robert Crawshaw        | Großbritannien  | DNF        |      |
|      | Georges Leuillieux     | Frankreich      | DNF        |      |